# أنتوني شديد
أنتوني شديد (بالإنجليزية: Anthony Shadid)؛ (26 سبتمبر 1968 - 16 فبراير 2012) هو مراسل صحفي أمريكي لنيويورك تايمز في الشرق الأوسط.

## المسيرة المهنية
ولد أنتوني شديد في 26 سبتمبر 1968 في أوكلاهوما سيتي، أوكلاهوما لوالد من أصل لبناني هاجر أبوه بادي شديد (Buddy Shadid) من بلدة مرجعيون اللبنانية. تخرج في جامعة كولمبيا وجامعة ويسكونسن-ماديسون. عمل مراسلا لوكالة أسوشيتد برس من 1995 إلى 1999 ثم التحق ببوسطن غلوب ثم أصبح مراسل الشؤون الإسلامية ومدير مكتب العراق لصحيفة واشنطن بوست. انتقل لنيويورك تايمز في 2009. يتحدث شديد العربية بطلاقة ويكتبها كذلك إذ تعلمها في جامعة ويسكنسن-ماديسون وتحصل على زمالة بالجامعة الأمريكية بالقاهرة في 1992 - 1993 ليواصل تعلمها.

## الوفاة
توفي في 16 فبراير 2012 عقب إصابته بأزمة ربو عند ركوبه لحصان في سوريا باتجاه تركيا حيث كان يغطي الاحتجاجات السورية. وقد انتابته أزمة الربو نتيجة تحسسه من الأحصنة.

## الحياة الشخصية
تزوج إمراة وطلقها وله منها ابنة اسمها ليلى وتزوج الصحفية اللبنانية ومديرة مكتب نيويورك تايمز في بيروت ندى صلاح بكري وله منها صبي يدعى مالك.

## الجوائز
- جائزة بوليتزر للتغطية الدولية، 2004
- جائزة جورج بولك، 2003
- جائزة مايكل كيلي، 2004
- جائزة رايدنهاور للكتاب، 2006
- جائزة بوليتزر للتغطية الدولية، 2010
- دوكتوراه فخرية في الآداب الإنسانية، الجامعة الأمريكية في بيروت، 2011
- جائزة جورج بولك، 2011

## مؤلفاته
- قصة نبي: الطغاة والديمقراطيون وسياسات الإسلام الجديدة، ويستفيو برس، 2002
- بيت من حجر: سيرة موطن وعائلة وشرق أوسط ضائع، هاوتن ميفلن هاركور، 2012

## وصلات خارجية
- أنتوني شديد على موقع IMDb (الإنجليزية)

- الموقع الرسمي